# Liu Fang (Leichtathletin)
Liu Fang (* 25. Februar 1990) ist eine ehemalige chinesische Leichtathletin, die sich auf den Mittelstreckenlauf spezialisiert hat. Ihre größten Erfolge feierte sie mit dem Gewinn der Silbermedaille über 1500 Meter bei den Asienmeisterschaften 2009 sowie mit der Bronzemedaille bei den Hallenasienmeisterschaften 2012.

## Sportliche Laufbahn
Erste internationale Erfahrungen sammelte Liu Fang im Jahr 2006, als sie bei den Juniorenasienmeisterschaften in Macau in 4:30,17 min die Silbermedaille im 1500-Meter-Lauf gewann. 2008 siegte sie dann in 4:28,50 min bei den Juniorenasienmeisterschaften in Jakarta und im Jahr darauf sicherte sie sich bei den Asienmeisterschaften in Guangzhou in 4:33,35 min die Silbermedaille hinter ihrer Landsfrau Zhou Haiyan. 2011 startete sie bei der Sommer-Universiade in Shenzhen und gewann dort in 4:07,90 min die Bronzemedaille hinter der Ukrainerin Hanna Mischtschenko und Denise Krebs aus Krebs. Sie rückte allerdings erst Jahre später auf den Bronzerang vor, nachdem mehrere vor ihr platzierte Athletinnen wegen Dopingverstößen disqualifiziert worden waren. Im Jahr darauf gewann sie bei den Hallenasienmeisterschaften in Hangzhou in 4:18,32 min die Bronzemedaille hinter der Bahrainerin Genzeb Shumi und Betlhem Desalegn aus den Vereinigten Arabischen Emiraten. 2013 sicherte sie sich bei den Ostasienspielen in Tianjin in 4:19,40 min die Silbermedaille hinter ihrer Landsfrau Zhao Jing. Im Jahr darauf nahm sie an den Asienspielen in Incheon teil und belegte dort in 4:19,98 min den fünften Platz und 2018 beendete sie dann ihre aktive sportliche Karriere im Alter von 28 Jahren.
2008 wurde Liu chinesische Meisterin im 1500-Meter-Lauf.

## Persönliche Bestzeiten
- 800 Meter: 2:04,95 min, 10. September 2011 in Hefei
  - 800 Meter (Halle): 2:06,13 min, 30. März 2013 in Peking
- 1500 Meter: 4:07,90 min, 21. August 2011 in Shenzhen
  - 1500 Meter (Halle): 4:18,32 min, 18. Februar 2012 in Hangzhou